# Język moi
Język moi (a. mooi), także: mooi, mosana, mosnah, moilemas – język zachodniopapuaski używany przez grupę ludności w prowincji Papua Zachodnia w Indonezji. Według danych z 1993 roku posługuje się nim 4600 osób. Należy do rodziny języków zachodniej Ptasiej Głowy.
Jego użytkownicy zamieszkują zachodnią część półwyspu Ptasia Głowa, a także wschodnią część Salawati. Wyróżnia się dwa główne dialekty: moi asli i moi segin (moi sigin). K. Berry i Ch. Berry (1987) wyodrębniają trzy dialekty: amber, klasa, kelim. Dawniej służył jako regionalna lingua franca. Wywarł wpływ na języki wyspy Salawati. Ekspansja moi przyczyniła się do zaniku języka duriankari.
Swoją nazwę dzieli z bliżej niespokrewnionym językiem makian zachodnim (moi) z Moluków. „Moi” to również określenie grupy etnicznej Mansim. Możliwe, że zbieżność nazw jest przypadkowa, ale G. Reesink (2002) nie wyklucza, że może ona świadczyć o dawnych kontaktach. Termin „moi” bywa także odnoszony do innych języków regionu miasta Sorong (abun, seget, kalabra, moraid), z tego względu sam język moi jest też nazywany Moi asli („moi właściwy, oryginalny”).
Jest blisko spokrewniony z seget, a w dalszej kolejności z kalabra, moraid i tehit. W moi występuje piątkowy (kwinarny) system liczbowy.
Został opisany w postaci słownika (Kamus Indonesia-Moi, 2011).